# Es la hora de opinar
Es la hora de opinar es un programa de televisión mexicano de opinión y debate, conducido por Leo Zuckermann, transmitido por el canal Foro TV de la cadena Televisa.[cita requerida]
Se emitió por primera vez el 15 de febrero de 2010, como parte de la barra de programación original que dio inicio a las transmisiones de Foro TV, comenzó a transmitirse por televisión abierta el 30 de agosto de 2010.
De martes a jueves, el programa se divide en tres segmentos en formato talk show: el primero suele dedicarse a discutir, con un panel, en torno a un «tema de la semana», mientras que en el resto, Zuckermann aborda otros temas puntuales presentes en la opinión pública mexicana en el mismo formato o a partir de entrevistas.[cita requerida]
El panel de los lunes, formado por Héctor Aguilar Camín, Jorge Castañeda y Javier Tello Díaz, ocupa los tres segmentos de la emisión en un formato similar al del programa Primer Plano, que se emite en el mismo horario en el Canal Once de televisión pública. Los viernes, Zuckermann, Julio Patán y un invitado, dialogan sobre temas de tipo cultural, como libros, películas o series.  
En ausencia de Zuckermann, el programa es conducido por Mario Campos, Javier Tello o Julio Patán.

## Panelistas
Los colaboradores regulares en el programa son: 
- Héctor Aguilar Camín
- Mario Arriagada
- Sabino Bastidas
- Carlos Bravo Regidor
- Jorge Castañeda Gutman
- Luis de la Calle Pardo
- Denise Dresser
- Ana Laura Magaloni
- Mauricio Meschoulam
- Valeria Moy
- Vanessa Romero
- Pablo Majluf
- Gibrán Ramírez
- Javier Tello Díaz
- Paula Sofia Vazquez